# Micromus neocaledonicus
Micromus neocaledonicus is een insect uit de familie van de bruine gaasvliegen (Hemerobiidae), die tot de orde netvleugeligen (Neuroptera) behoort. 
Micromus neocaledonicus is voor het eerst wetenschappelijk beschreven door Nakahara in 1960.